# تجاهل المطلوب

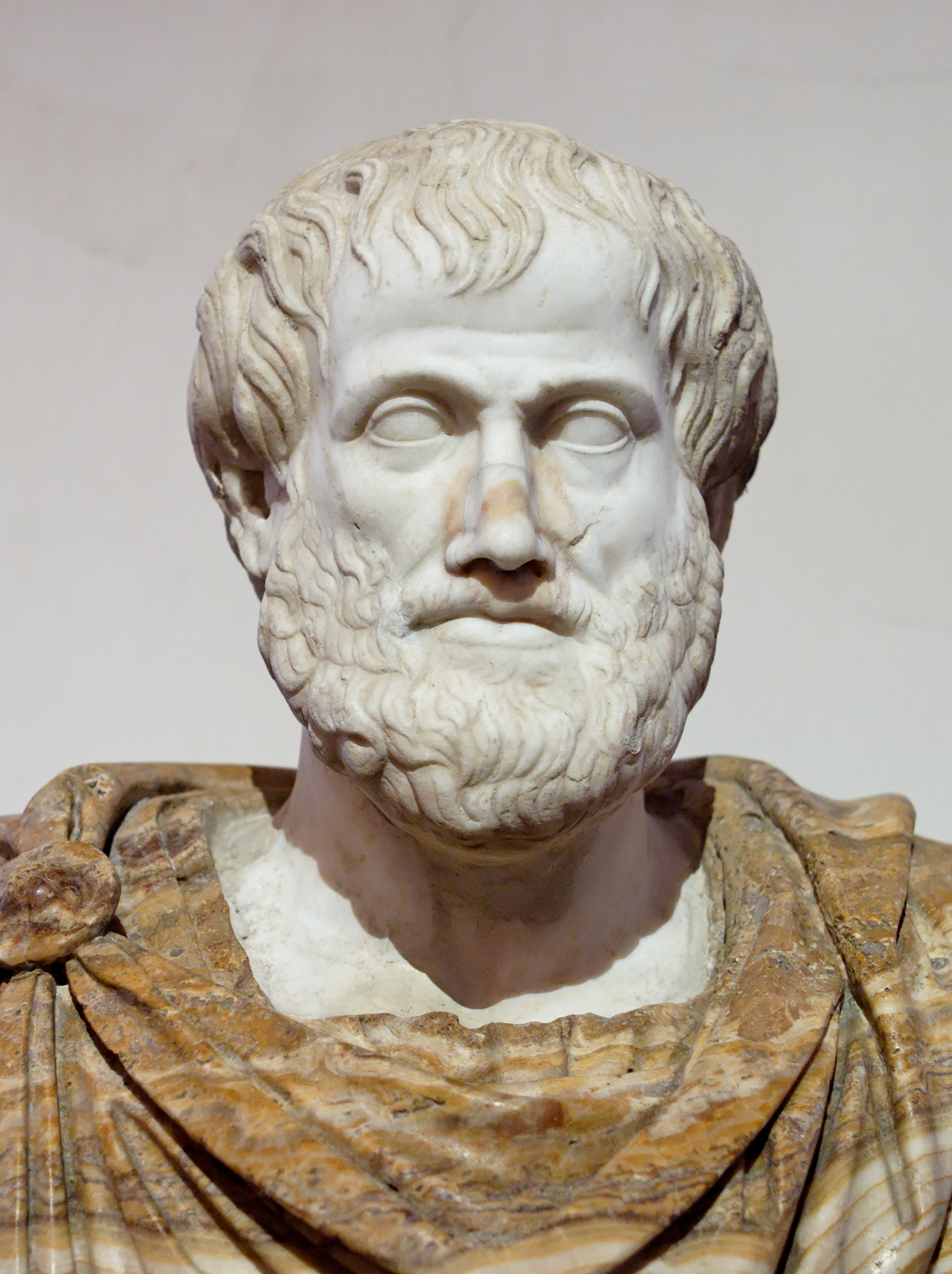

مغالطة تجاهل المطلوب أو الحيد عن المسألة يتم ارتكابها حين يتم تجاهل النتيجة المُراد إثباتها، بتقديم مقدمات منطقية تؤدي إلى إثبات نتيجة أخرى. وتتمتع هذه المغالطة بجاذبية وهي أن قوة الإثبات أو صوابه يمكن أن يتسبب في جذب الانتباه بعيداً عن النتيجة الأصلية.
وهي تسير على النحو التالي:
1. طرح دعوى (أ) ودعوى (ب) ... -والتي تؤدي إلى صحة نتيجة (ن)-.
2. إذن، نتيجة (ك) صحيحة.

## أمثلة
- "هناك دراسات علمية موثوقة تثبت بمالا يدع مجالاً للشك أن رياضة الجري في الشوارع قد تضر بالصحة أكثر مما تفيدها. لذلك أطالب بحظر رياضة الجري في الشوارع مطلقاً"

النقد: مجرد وجود دراسات تثبت ضرر رياضة الجري بالشوارع، لا يعني أنها دليل مسوغ لحظر ممارستها مطلقاً. بل قد تكون دليلاً مسوغاً لحصرها على فئات معينة أو أماكن معينة أو أوقات معينة، حسب النتائج التفصيلية لتلك الدراسات.